# یاکو تالوس
یاکو تالوس (انگلیسی: Jaakko Tallus؛ زادهٔ ۲۳ فوریهٔ ۱۹۸۱) اسکی‌باز نوردیک اهل فنلاند است.